# Zierliche Peruanische Vespermaus
Die Zierliche Peruanische Vespermaus (Calomys lepidus) ist ein im westlichen Südamerika verbreitetes Nagetier in der Gattung der Vespermäuse. Da sich einige Populationen genetisch unterscheiden, könnte es sich um einen Artkomplex aus zwei Arten handeln. In einer Studie von 1962 wurden vier Unterarten unterschieden. In Mammal Species of the World (2005) zählen alle beschriebenen Taxa als Synonyme.

## Merkmale
Erwachsene Exemplare erreichen durchschnittlich eine Gesamtlänge von 125 mm, eine Schwanzlänge von 40 mm und die Hinterfüße sind etwa 18 mm lang. Typisch ist langes seidenweiches Fell, das oberseits rehkitzfarben mit grauen Tönen ist. Auf der Rückenmitte sind schwarze Haare eingemischt, was diesen dunkler erscheinen lässt. Das Fell der Unterseite besteht aus Haaren, die grau an der Wurzel und weiß an der Spitze sind, was ein weißliches Aussehen erzeugt. Hinter den hellbraunen Ohren befindet sich je ein weißer Fleck. Der Schwanz trägt Haare und ist oberseits sandfarben sowie unterseits weiß. Weibchen können acht oder zehn Zitzen besitzen. Diese Vespermaus hat an den oberen Schneidezähnen orange Zahnschmelz. Eine Vielzahl abweichender Details des Schädels und des Gebisses unterscheiden die Art von anderen Gattungsvertretern. Der diploide Chromosomensatz wird aus 36 oder 44 Chromosomen gebildet.

## Verbreitung
Die Zierliche Peruanische Vespermaus bewohnt die zentralen Anden von Lima in Peru über Bolivien bis ins nördliche Chile und Argentinien. Sie hält sich zwischen 2600 und 5000 Meter Höhe auf. Die Exemplare leben auf steinigen Bergwiesen und zwischen Felskegeln.

## Lebensweise
Die Fortpflanzung kann zu allen Jahreszeiten erfolgen und ein Wurf enthält meist vier Neugeborene, wobei bis zu sechs möglich sind. Das Nagetier wird von verschiedenen Eulen und vom Andenschakal gejagt.

## Gefährdung
Die IUCN listet die Art aufgrund fehlender Bedrohungen und einer weiten Verbreitung als nicht gefährdet (least concern).